# Oryzaephilus parallelus
Oryzaephilus parallelus es una especie de coleóptero de la familia Silvanidae.

## Distribución geográfica
Habita en República Democrática del Congo, Brazzaville, Angola y  Zambia.